# Schlacht von Firket
 Aba – Dschebel Gedir I – Sennar I – Dschebel Gedir II – al-Ubayyid I – al-Ubayyid II – Sennar II – Sinkat – El Teb I – Scheikan – El Teb II – El Teb III – Tamanieh – Khartum – Abu Klea – Gallabat – Toski – Firket – Atbara – Omdurman – Umm Diwaykarat
In der Schlacht von Firket im Norden des Sudan besiegte am 7. Juni 1896 eine anglo-ägyptische Armee unter Horatio Herbert Kitchener die Anhänger des 1885 verstorbenen Mahdi Muhammad Ahmad. Die Schlacht stellte den Höhepunkt der Dongola-Expedition gegen den Mahdi-Aufstand dar.

## Vorgeschichte
Im Sudan, der ab 1821 unter die Herrschaft der osmanischen Vizekönige (Khediven) von Ägypten gekommen war, begann 1881 der Mahdi-Aufstand und fand 1885 mit der Eroberung Khartums seinen Höhepunkt. Bereits seit seiner Ernennung zum Sirdar der ägyptischen Armee 1892 hatte Horatio Herbert Kitchener an der Vorbereitung der Rückeroberung Sudans gearbeitet. Am 12. März 1896 erhielt er schließlich den Befehl den Nil entlang zu marschieren und die Mahdisten anzugreifen. Daraufhin wurde die Anglo-Egyptian Nile Expeditionary Force unter seinem Kommando in Marsch gesetzt. In der so genannten Dongola-Expedition sollte zuerst die nördliche Provinz Sudans besetzt und die logistische Voraussetzung eines Feldzugs nach Omdurman geschaffen werden. Am 20. März erreichten Voraustruppen Akasheh. Bis Ende Mai konnte eine Eisenbahnlinie bis Ambigole vorangetrieben werden. Von hier aus bereitete Kitchener den Angriff auf Firket vor, wo die Armee der Mahdisten lag.

## Gliederung

### Kitcheners Truppen
Kitcheners Armee war gegliedert in die River Column und die Desert Column.
- River Column (Horatio Herbert Kitchener)
1. Infanteriedivision (Oberst Archibald Hunter)
1. Brigade (Major Lewis)
3. ägyptisches Bataillon
4. ägyptisches Bataillon
10. sudanesisches Bataillon
2. Brigade (Major Hector Archibald MacDonald)
9. sudanesisches Bataillon
11. sudanesisches Bataillon
13. sudanesisches Bataillon
3. Brigade (Major John Grenfell Maxwell)
2. ägyptisches Bataillon
7. ägyptisches Bataillon
8. ägyptisches Bataillon
2 Feldbatterien
2 Maxim-Maschinengewehre
Feldhospital

- Desert Column (Major Burn-Murdoch)
Kavallerie-Brigade (Major Burn-Murdoch)
Camel Corps (Hauptmann Tudway)
12. Bataillon – Sudanesen
1 Batterie berittener Artillerie
2 Maxim-Maschinengewehre

Die River Column war 7000 Mann stark, die Desert Column 2100 Mann.

### Mahdisten
Die Armee der Mahdisten war ca. 3000 Mann stark. Sie wurde geführt durch den Emir Hamuda. In der Armee der Mahdisten in Firket befanden sich  57 weitere Emire.

## Verlauf
Die anglo-ägyptische Hauptstreitmacht, die River Column, rückte entlang des Nil vor, die Desert Column marschierte durch die Wüste. Die River Column begann ihren Vormarsch am Abend des 6. Juni. Unter Einhaltung völliger Stille marschierten die Einheiten von Akasheh nach Firket. Um 4:30 Uhr formierten sie sich in Schützenlinie. Die Desert Column hatte zwischenzeitlich die Stellung der Mahdisten umgangen und Position in deren Rücken bezogen. Die drei Brigaden griffen die unterschiedlichen Lager der Mahdisten bei Firket an und konnten die Mahdisten vollständig überraschen. Um 7:00 Uhr waren die Mahdisten überwunden und wandten sich zur Flucht. Die anglo-ägyptische Armee verlor 20 Mann, die Mahdisten etwa 1000, davon 44 Emire. Kitchener hätte nun weiter in Richtung Dongola marschieren können, wartete jedoch die Ankunft der Kanonenboote ab und baute die Eisenbahnlinie weiter nach Süden aus. Infolge des Sieges von Firket konnte am 23. September schließlich auch Dongola eingenommen werden.